# Pine barrens

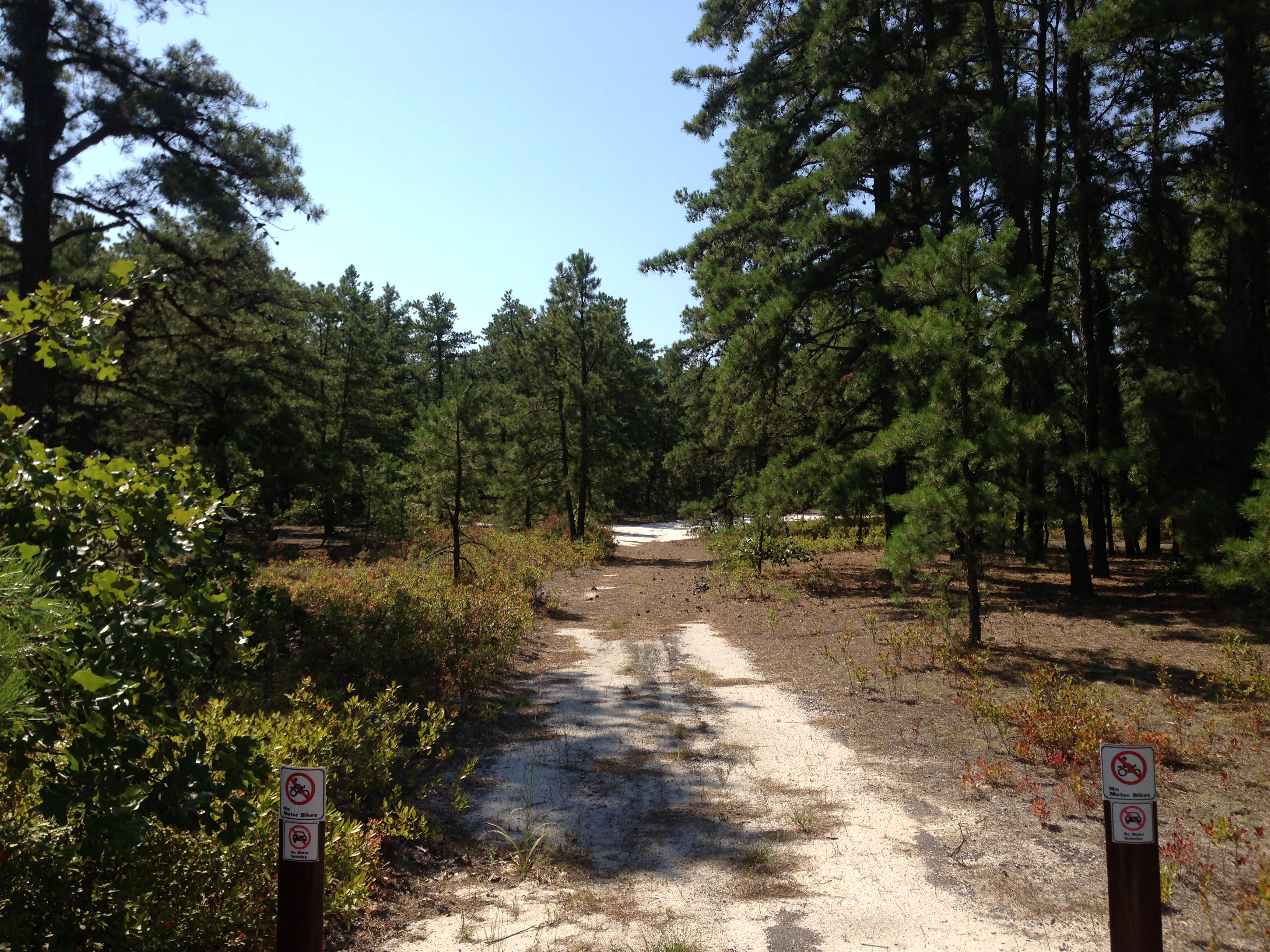
Pine barrens v New Jersey

Takzvané Pine barrens (v doslovném překladu "borové pustiny") jsou dnes již vzácným ekoregionem temperátních jehličnatých lesů při atlantickém pobřeží na severovýchodě Spojených států amerických. Vyznačují se chudými, neúrodnými, často kyselými půdami a rozšířením borovic, které bylo kdysi ovlivňováno častými požáry. V místním folklóru je oblast spojena mj. s pověstmi o Ďáblovi z Jersey.

## Obecná charakteristika

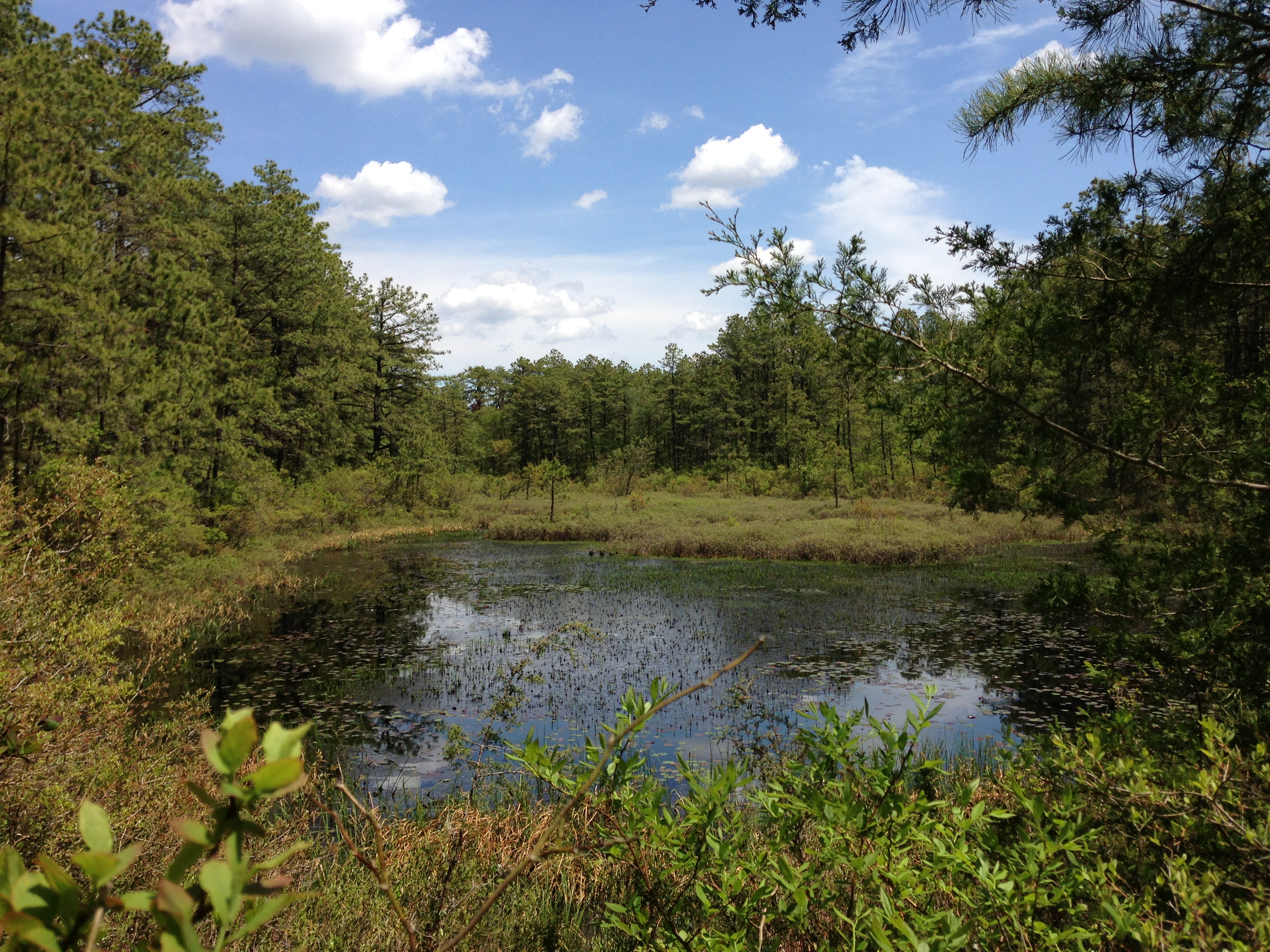
Byrne State Forest v New Jersey

Tento ekoregion se kdysi rozkládal od Severní Karolíny až po Nové Skotsko, ale nyní pokrývá fragmentované území se třemi zbývajícími velkými souvislými oblastmi, z nichž největší jsou New Jersey Pine Barrens v pobřežní nížině státu New Jersey, rychle se zmenšující lesy na jihu Long Islandu ve státě New York a Massachusetts Coastal Pine Barrens, které se rozkládají od Plymouthu na jihovýchodě státu Massachusetts až po Cape Cod a ostrovy Martha's Vineyard a Nantucket.
Lesy Pine barrens jsou rozloženy na písčitých půdách chudých na živiny, charakteristická flóra tohoto ekoregionu se udržuje také díky častým požárům, které prospívají borovicím, ale potlačují jiné druhy dřevin, a topografickými rysy (pobřežní laguny a písečné pláně, mrazové kapsy). Klima přechází od vlhkého subtropického na jihu území (Delaware) po vlhké kontinentální.

## Flóra a vegetace
Složení flóry je do značné míry určeno četností požárů. Charakteristickými lesy ekoregionu jsou lesy s převahou borovice, ale tam, kde se požáry vyskytují v intervalu 10 let nebo kratším, vznikají pouze zakrslé borové lesy. Tam, kde jsou požáry vzácné, vznikají lesy s převahou dubů. V mokřadních oblastech rostou bažinné lesy cypřišků a listnatých dřevin. Flóra není celkově zvlášť bohatá, zajímavým místním endemitem je zavilka Sabatia kennedyana.

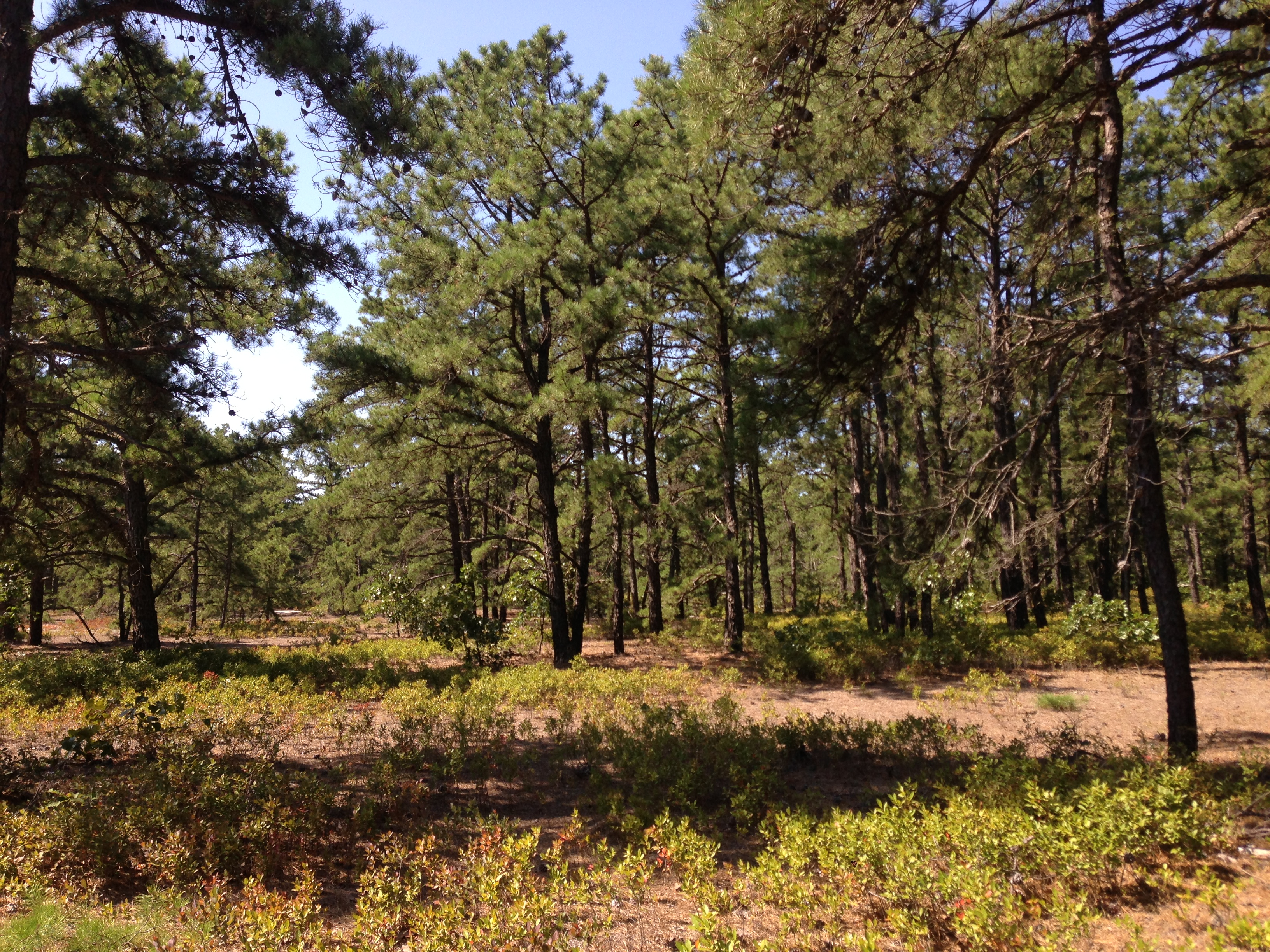
Světlé háje borovice tuhé

### Borové lesy
Nejčastější dřevinou je zde borovice tuhá (Pinus rigida), doplňovaná místy řadou jiných druhů borovic, jako jsou borovice ježatá (P. echinata), borovice kadidlová (P. taeda) a borovice pozdní (Pinus serotina). Hojně bývají přimíseny duby, především dub sametový (Quercus velutina), bílý (Q. alba), hvězdovitý (Q. stellata) nebo marylandský (Q. marilandica). Lesy bývají otevřené, s řídce rostoucími stromy a množstvím slunečního světla dopadajícího do podrostu. Na místech s četnějšími požáry převládají pouze borovice tuhá a dub marylandský, které jsou schopny po nich efektivně zmlazovat; v krátkém mezičase však dorůstají často jen keřovitých rozměrů.
Keřové patro těchto světlých borových lesů je poměrně husté, roste zde především mnoho zástupců čeledi vřesovcovitých (Ericaceae), jako jsou borůvkovce (Gaylussacia), lyonie (Lyonia), mamoty (Kalmia), medvědice lékařská nebo místní druhy brusnic (Vaccinium). Z kapradin je hojná hasivka orličí.

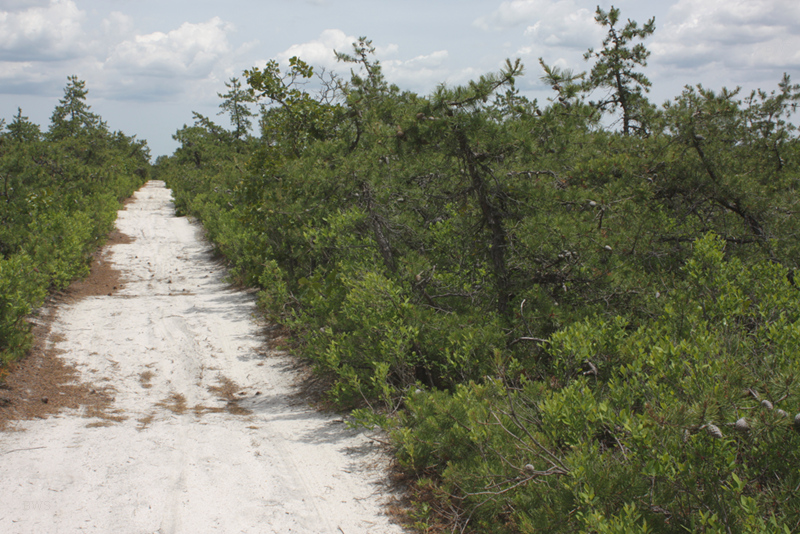
Zakrslý les v oblasti s častějšími požáry

### Dubové lesy
Při potlačení pravidelných požárů dochází k hromadění listového opadu, což vytváří prostředí, které je příznivé pro vznik semenáčků dubu namísto semenáčků borovice. Časem borovice zestárnou, odumřou a nahradí je duby. Nejčastěji se vyskytují dub sametový, šarlatový (Q. coccinea), košíčkatý (Q. prinus), bílý a hvězdovitý. Mezi duby se roztroušeně vyskytují borovice tuhá a borovice ježatá. Lesní porosty bývají zcela zapojené. Podrostová vegetace je podobná jako v lese s převahou borovice, časté jsou borůvkovce (Gaylussacia) a brusnice.

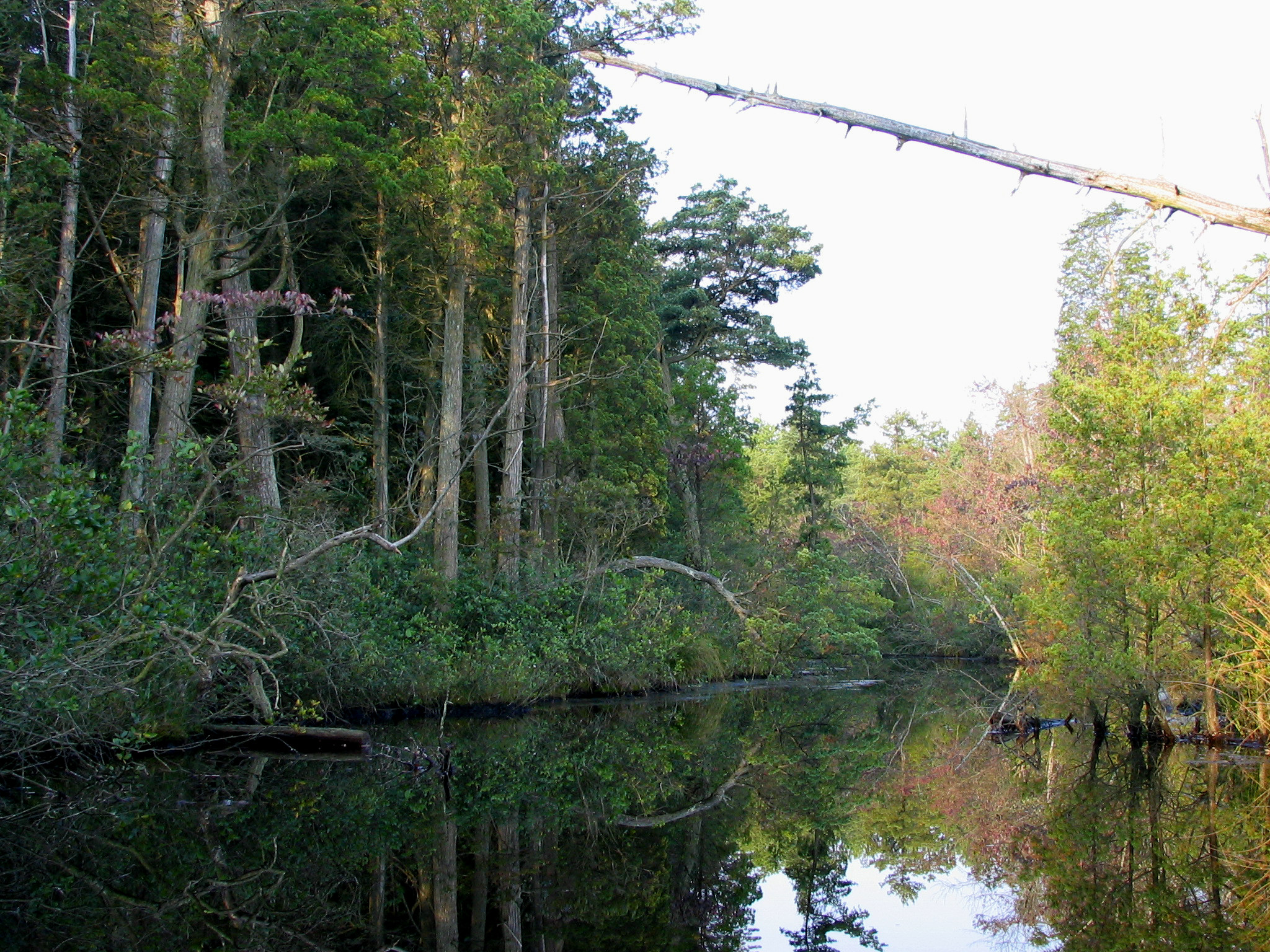
Les podél vodního toku s cypřišky a magnoliemi

### Bažinné lesy
Podél vodních toků a ploch se v borových doubravách vyskytují bažinné lesy s převahou cypřišku zeravovitého (Chamaecyparis thyoides). Tyto cypřišky často vyrůstají z tůní stojaté vody a na rozdíl od okolních borových lesů značně ztmavují podrost. Mezi nimi rostou dřeviny jako javor červený (Acer rubrum), tupela lesní (Nyssa sylvatica), šácholan viržinský (Magnolia virginiana). Na světlinách a lesních okrajích rostou brusnice, azalka bahenní (Rhododendron viscosum) nebo lýkoveček drobnokališný (Chamaedaphne calyculata). Dále se zde vyskytuje jochovec (Clethra alnifolia) a cesmíny (Ilex glabra a Ilex verticillata).

Čistě listnatým porostům dominují ambroň západní, javor červený, dub bahenní, liliovník tulipánokvětý a další, prorostlé mohou být liánami jako jedovatec kořenující a zimolez japonský. V keřovém patře se vyskytuje cesmína temná (Ilex opaca), lindera a místní druhy kalin.

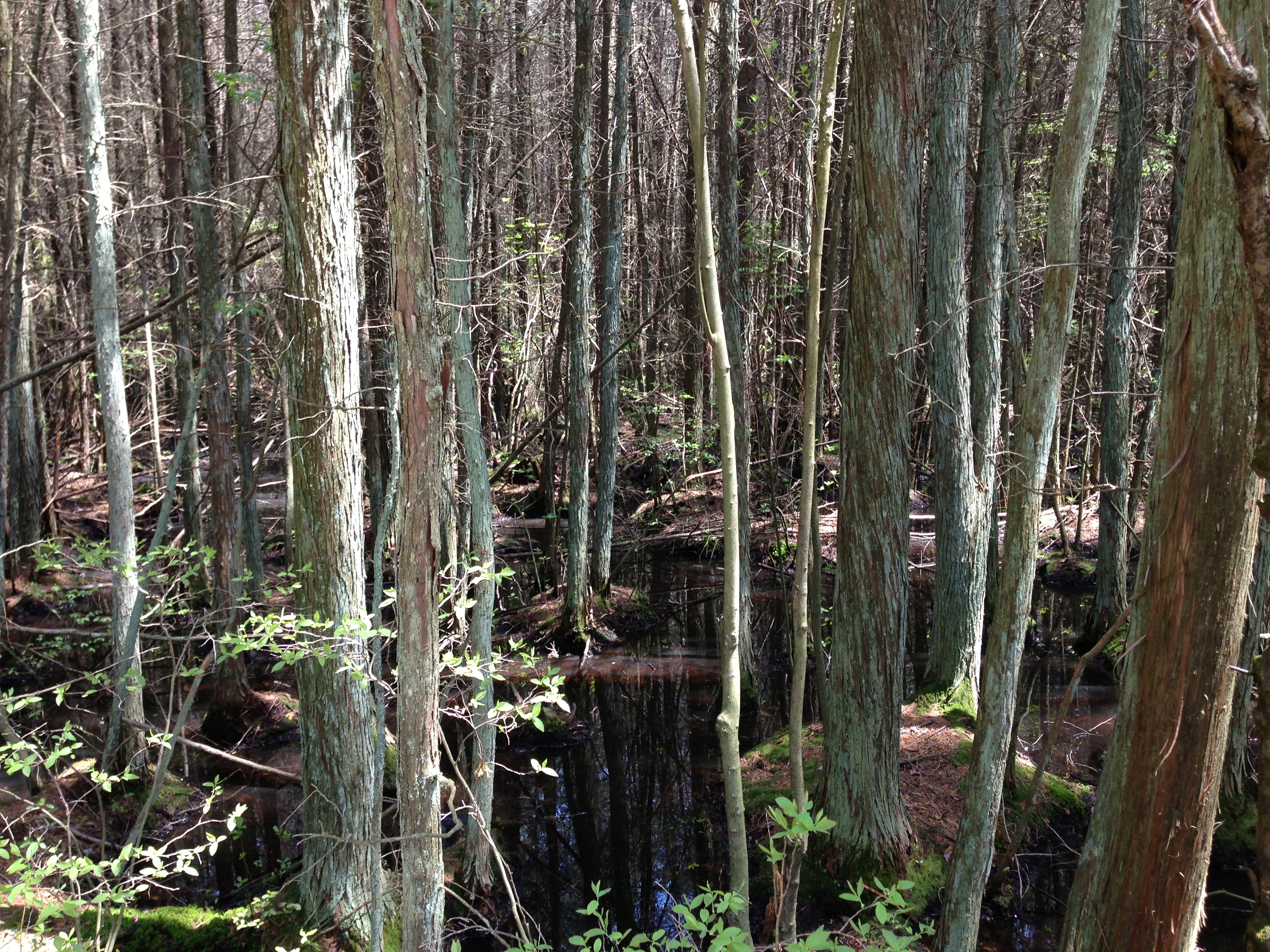
Pohled do nitra bažinného cypřiškového háje

## Fauna
Ke zvířecím obyvatelům oblasti Pine barrens patří například rosničky (Dryophytes andersonii) nebo želvy (Pseudemys rubriventris z čeledi emydovitých). Pláže při pobřeží vyhledává k hnízdění rybák rajský (Sterna dougallii) a někteří kulíci.

## Ohrožení a ochrana
Ekosystémy borových hájů byly vážně poškozeny městskou zástavbou, protože východní pobřeží bylo zastavěno obytnými domy a řadou rekreačních objektů. Zůstalo jen asi 10 % původních stanovišť, která jsou velmi fragmentovaná. Tyto oblasti jsou však nyní dobře chráněny.